# Isola di Dikson
L'isola di Dikson (in russo Остров Диксон, ostrov Dikson) è un'isola russa bagnata dal mare di Kara.
Amministrativamente appartiene al distretto di Tajmyr del Territorio di Krasnojarsk, nel Circondario federale della Siberia.

## Geografia
L'isola è situata nella parte centro-meridionale del mare di Kara, allo sbocco orientale del golfo dello Enisej, 1,5 km a ovest della terraferma. 
Ha un'area di circa 25 km² e nella parte centro-orientale raggiunge un'altezza massima di 48 m s.l.m.

Il territorio è roccioso, composto in gran parte da diabasi.

È uno dei porti lungo il famoso passaggio a nord-est. Sull'isola è presente un aeroporto che serve il porto (frazione della cittadina di Dikson sulla terraferma) e la stazione idrometeorologica.

### Clima
| Dikson (1991-2020) Fonte:   | Mesi         | Mesi         | Mesi         | Mesi         | Mesi         | Mesi         | Mesi        | Mesi        | Mesi         | Mesi         | Mesi         | Mesi         | Stagioni | Stagioni | Stagioni | Stagioni | Anno  |
| Dikson (1991-2020) Fonte:   | Gen          | Feb          | Mar          | Apr          | Mag          | Giu          | Lug         | Ago         | Set          | Ott          | Nov          | Dic          | Inv      | Pri      | Est      | Aut      | Anno  |
| --------------------------- | ------------ | ------------ | ------------ | ------------ | ------------ | ------------ | ----------- | ----------- | ------------ | ------------ | ------------ | ------------ | -------- | -------- | -------- | -------- | ----- |
| T. max. media (°C)          | −20,5        | −20,5        | −16,8        | −11,5        | −4,6         | 3,2          | 8,6         | 8,3         | 4,0          | −4,3         | −13,1        | −18,6        | −19,9    | −11,0    | 6,7      | −4,5     | −7,1  |
| T. media (°C)               | −24,0        | −24,1        | −20,6        | −15,2        | −7,0         | 1,1          | 5,7         | 6,0         | 2,4          | −6,4         | −16,4        | −21,8        | −23,3    | −14,3    | 4,3      | −6,8     | −10,0 |
| T. min. media (°C)          | −27,3        | −27,5        | −24,0        | −18,5        | −9,2         | −0,5         | 3,6         | 4,2         | 1,0          | −8,6         | −19,6        | −24,9        | −26,6    | −17,2    | 2,4      | −9,1     | −12,6 |
| T. max. assoluta (°C)       | −0,3 (2012)  | −0,6 (2012)  | −0,2 (1995)  | 3,6 (2016)   | 11,1 (2020)  | 22,2 (1943)  | 26,8 (1965) | 26,9 (1945) | 18,2 (2016)  | 8,2 (2009)   | 1,9 (1956)   | 0,3 (1938)   | 0,3      | 11,1     | 26,9     | 18,2     | 26,9  |
| T. min. assoluta (°C)       | −46,2 (1953) | −48,1 (1979) | −45,3 (2007) | −38,0 (1963) | −28,8 (1964) | −17,3 (1964) | −3,4 (1966) | −3,6 (1974) | −12,0 (1958) | −31,3 (1992) | −42,8 (1964) | −46,6 (1978) | −48,1    | −45,3    | −17,3    | −42,8    | −48,1 |
| Nuvolosità (okta al giorno) | 6,1          | 6,1          | 6,2          | 6,8          | 8,6          | 8,8          | 8,1         | 8,7         | 9,1          | 8,2          | 6,9          | 6,1          | 6,1      | 7,2      | 8,5      | 8,1      | 7,5   |
| Precipitazioni (mm)         | 28           | 28           | 26           | 22           | 24           | 27           | 33          | 40          | 43           | 38           | 29           | 29           | 85       | 72       | 100      | 110      | 367   |
| Giorni di pioggia           | 0            | 0            | 0            | 1            | 2            | 13           | 20          | 21          | 17           | 5            | 0,2          | 0,0          | 0,0      | 3,0      | 54,0     | 22,2     | 79,2  |
| Nevicate (cm)               | 21           | 21           | 24           | 28           | 32           | 15           | 0           | 0           | 1            | 9            | 18           | 21           | 63       | 84       | 15       | 28       | 190   |
| Giorni di neve              | 21           | 19           | 19           | 19           | 24           | 16           | 4           | 3           | 15           | 27           | 23           | 20           | 60       | 62       | 23       | 65       | 210   |
| Giorni di nebbia            | 0,2          | 0,2          | 0,4          | 2,0          | 4,0          | 12,0         | 18,0        | 12,0        | 8,0          | 4,0          | 1,0          | 0,4          | 0,8      | 6,4      | 42,0     | 13,0     | 62,2  |
| Umidità relativa media (%)  | 84           | 83           | 84           | 84           | 87           | 90           | 89          | 89          | 88           | 87           | 86           | 84           | 83,7     | 85       | 89,3     | 87       | 86,3  |
| Vento (direzione-m/s)       | S 7,4        | S 6,8        | S 6,4        | S 6,3        | NE 6,1       | NE 6,1       | NE 5,7      | NE 5,8      | NE 6,2       | S 6,6        | S 6,6        | S 7,1        | 7,1      | 6,3      | 5,9      | 6,5      | 6,4   |

## Storia
L'isola era probabilmente nota fin dal XVII secolo ai navigatori che discendevano lo Enisej o la Pjasina; via mare è nota invece dal secolo successivo, quando nel 1738 la Seconda spedizione in Kamčatka, condotta da Fëdor Alekseevič Minin, nominò quelle terre "Grande Nordest".

In seguito ebbe diversi nomi, tra i quali "isola Dolgij" e "isola Kuz'kin". Nel 1875, l'esploratore finlandese Adolf Erik Nordenskiöld, a bordo della "Previn", approdò nella baia orientale dell'isola e le diede il nome di "baia Dikson", in onore dell'imprenditore svedese Oscar Dickson, uno dei finanziatori della spedizione. Nel 1878 allargò tale denominazione all'intera isola. Per avere un nome ufficiale si dovette però attendere la spedizione idrografica russa del 1894, comandata da Andrej Ippolitovič Vil'kickij che ne confermò il toponimo.

## Isole adiacenti
Intorno a Dikson ci sono numerose isole di piccole dimensioni.
- Isole Dolgie (острова Долгие), 2 isole a nord.
- Scoglio di Matveev (остров Матвеева), a nord-est.
- Isole Severo-Vostočnye (острова Северо-Восточные), 2 isole a nord-est.
- Isola di Majsjuk (остров Майсюка), a nord-est, oltre le isole Severo-Vostočnye.
- Isola di Borisichin (остров Борисихина), a nord-est, e più a est dell'isola di Majsjuk.
- Isola Konus (остров Конус), a est.
- Isola Sever (остров Север), a est.
- Isola di Al'banov (остров Альбанова), a est-sud-est.
- Isole Olen'i (острова Оленьи), gruppo di 5 isole a sud:
  - Isola Bol'šoj Olenij (остров Большой Олений), la maggiore del gruppo.
  - Isola Zapadnyj Korablik (остров Западный Кораблик).
  - Isola Vostočnyj Korablik (остров Восточный Кораблик).
  - Isole Malye Olen'i (острова Малые Оленьи), gruppo di 2 isole.
    - Isola Stvornyj (остров Створный), la più settentrionale.
    - Isola Obchodnoj (остров Обходной), la più meridionale.
- Isola Nerpënok (остров Нерпёнок), a sud-sud-est.
- Isola Bern (остров Верн), a sud-ovest.
- Isola Storoževoj (остров Сторожевой), a sud-ovest.
- Isola Belucha (остров Белуха), a sud-ovest lungo la costa.
- Isole Medvež'i (острова Медвежьи), alcune isole a ovest.